# Batalla de Cádiz (1702)
La batalla de Cádiz fue un sitio a la ciudad española de Cádiz en 1702 por una flota y un ejército anglo-neerlandés durante la guerra de sucesión española. Llegaron a Cádiz el 23 de agosto de 1702 y la asediaron aproximadamente un mes. La ciudad fue defendida con éxito por el Marqués de Villadarias con menos de 500 hombres.

## La batalla
En julio de 1702, una gran flota anglo-neerlandesa bajo el mando de George Rooke y el Duque de Ormonde fue enviada a la captura de Cádiz, con el fin de obtener una base naval en la zona mediterránea. Pequeñas disputas entre los mandos, y la dificultad de desembarco de las tropas, permitieron que el conde Fernán Núñez llegara a la ciudadela en poco tiempo con refuerzos. Villadarias y su caballería ligera, los famosos jinetes españoles, fueron desplegados con excelente efecto, explotando el terreno para hostigar e impedir el avance inglés. Los abusos anglo-neerlandeses enfurecieron a la población civil, y la aparentemente desesperada defensa de la ciudad tuvo el carácter popular de una cruzada contra los agresores protestantes.
La flota anglo-neerlandesa, mientras tanto, que disponía de veinticinco navíos de línea, no pudo reducir las defensas exteriores de Cádiz. Después de un mes de vana lucha, los ingleses y neerlandeses se retiraron y zarparon hacia Lisboa.
Antes de reembarcar el 19 de septiembre, las tropas aliadas se dedicaron al pillaje y al saqueo del Puerto de Santa María y de Rota, lo que sería utilizado por la propaganda borbónica —según el felipista Marqués de San Felipe, los soldados «cometieron los más enormes sacrilegios, juntando la rabia de enemigos a la de herejes, porque no se libraron de su furor los templos y las sagradas imágenes»— e hizo imposible que Andalucía se sublevara contra Felipe V tal como tenían planeado los austracistas castellanos encabezados por el almirante de Castilla.

## Consecuencias
Ingleses y neerlandeses tuvieron que retirarse, pero se oía en las casas que el tesoro de la flota española de América, acompañado por una flota francesa, había anclado en la ría de Vigo. Rooke compensó la mayor parte del fracaso en la conquista de Cádiz por valor de 14 000 libras de plata en la batalla de Rande.
Rooke partiría a la toma de Gibraltar dos años más tarde, supuestamente en nombre del archiduque Carlos, a pesar de que esta distinción sería menos clara a los británicos en el curso de las negociaciones de paz.